# Mario Moraes

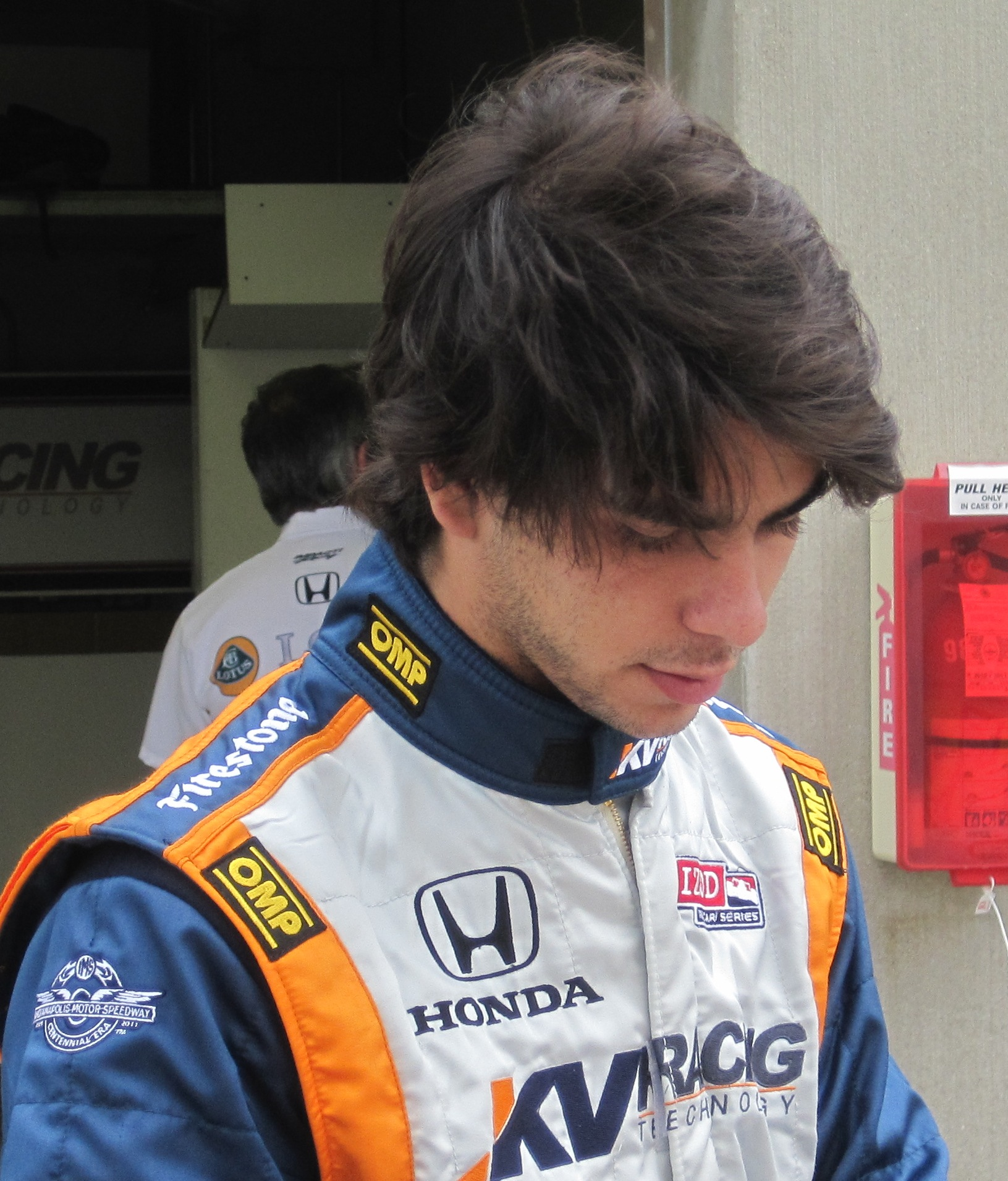
Mario Moraes 2010

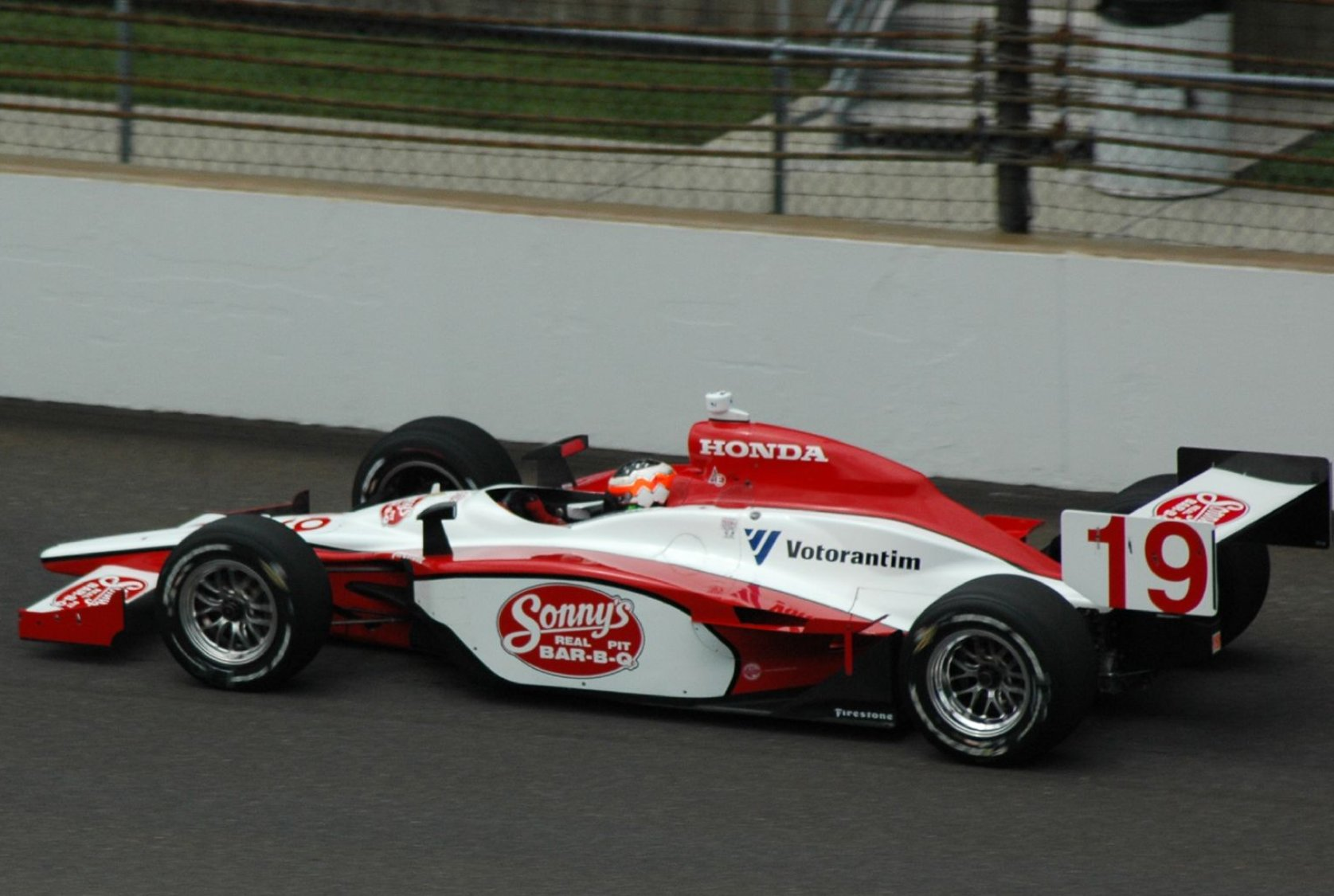
Mario Moraes im Training zum Indianapolis 500 2008

Mario Ermírio de Moraes Filho (* 20. Dezember 1988 in São Paulo) ist ein ehemaliger brasilianischer Rennfahrer und ein Enkel des brasilianischen Unternehmers Antônio Ermírio de Moraes.

## Karriere
Moraes begann seine Motorsportkarriere 2000 im Kartsport, in dem er bis 2003 aktiv war. Darauf erfolgte sein Wechsel in den Formelsport und er gab sein Debüt in der US-amerikanischen Formel Renault. Nach einer Saison in den Vereinigten Staaten wechselte Moraes in die südamerikanische Formel-3-Meisterschaft, in der er zwei Saisons an den Start ging. Nach Platz acht in der ersten Saison gewann er 2006 den Vizemeistertitel dieser Serie hinter Luiz Razia. Außerdem startete er als Gastfahrer für Carlin Motorsport bei vier Rennen der nationalen Klasse der britischen Formel-3-Meisterschaft, von denen er zwei gewinnen konnte. Er empfahl sich mit seiner Leistung für ein Cockpit in der britischen Formel-3-Meisterschaft, das er für die Saison 2007 bei Carlin Motorsport erhielt. Allerdings schaffte er in dieser Saison nicht den Durchbruch und belegte als schlechtester Pilot seines Teams den 14. Gesamtrang.
2008 kehrte Moraes nach Amerika zurück und sollte ein Cockpit bei Dale Coyne Racing in der Champ Car World Series erhalten. Nachdem die Champ-Car-Serie aufgelöst und in die IndyCar Series eingegliedert worden war, behielt Moraes sein Cockpit bei Dale Coyne Racing, das auch in der IndyCar Series an den Start gingen. Am Ende der Saison belegte Moraes den 21. Gesamtrang und lag damit genau einen Platz hinter seinem erfahrenen Teamkollegen und Landsmann Bruno Junqueira. 2009 blieb der Brasilianer in der IndyCar Series und wechselte zu KV Racing Technology. Mit einem dritten Platz auf dem Chicagoland Speedway als bestes Resultat belegte am Saisonende den 14. Platz im Gesamtklassement. 2010 blieb Moraes bei KV Racing und bestritt seine dritte Saison in der IndyCar Series. Nach dem zweiten Rennen musste sich der Brasilianer einer Kopf-Operation unterziehen, da bei ihm eine Zyste in der Nähe eines Ohrkanals diagnostiziert wurde. In Watkins Glen erzielte er mit einem fünften Platz seine beste Saisonplatzierung. Am Ende der Saison belegte er den 15. Gesamtrang.

## Statistik
- 2000–2003: Kartsport
- 2004: US-amerikanische Formel Renault (Platz 4)
- 2005: Südamerikanische Formel-3-Meisterschaft (Platz 8)
- 2006: Südamerikanische Formel-3-Meisterschaft (Platz 2)
- 2007: Britische Formel-3-Meisterschaft (Platz 14)
- 2008: IndyCar Series (Platz 21)
- 2009: IndyCar Series (Platz 14)
- 2010: IndyCar Series (Platz 15)

### Einzelergebnisse in der IndyCar Series
| Saison | Team                 | 1      | 2      | 3      | 4       | 5      | 6       | 7      | 8      | 9      | 10     | 11     | 12     | 13     | 14     | 15     | 16     | 17     | 18     | 19      | Punkte | Rang |
| ------ | -------------------- | ------ | ------ | ------ | ------- | ------ | ------- | ------ | ------ | ------ | ------ | ------ | ------ | ------ | ------ | ------ | ------ | ------ | ------ | ------- | ------ | ---- |
| 2008   | Dale Coyne Racing    | HMS 16 | STP 16 | MOT1   | LBH1 20 | KAN 17 | INDY 18 | MIL 23 | TXS 18 | IOW 19 | RIR 17 | WGL 7  | NSH 10 | MDO 24 | EDM 20 | KTY 17 | SNM 10 | DET 15 | CHI 21 | SRF2 24 | 244    | 21.  |
| 2009   | KV Racing Technology | STP 21 | LBH 19 | KAN 11 | INDY 33 | MIL 9  | TXS 10  | IOW 17 | RIR 16 | WGL 14 | TOR 11 | EDM 23 | KTY 18 | MDO    | SNM 4  | CHI 3  | MOT 5  | HMS 7  |        |         | 304    | 14.  |
| 2010   | KV Racing Technology | SAO 24 | STP 21 | ALA 13 | LBH 6   | KAN 7  | INDY 31 | TXS 21 | IOW 25 | WGL 5  | TOR 14 | EDM 7  | MDO 12 | SNM 11 | CHI 17 | KTY 18 | MOT 24 | HMS 27 |        |         | 287    | 15.  |

(Legende)
1 Die Rennen fanden am selben Tag statt.
2 Es wurden keine Punkte vergeben.